# کامل علی‌اف
کامل علی‌اف (ترکی آذربایجانی: Kamil Müseyib oğlu Əliyev; ۲۲ اکتبر ۱۹۲۲ – ۱ مارس ۲۰۰۵) نقاش آذربایجانی در زمینه نقاشی روی فرش، پروفسور، اخذ کننده عنوان افتخار هنرمند خلق جمهوری سوسیالیستی آذربایجان شوروی (۱۹۸۲)، اولین دریافت کننده عنوان استاد هنرهای کاربردی آذربایجان شوروی (۱۹۶۰) بود.

## زندگی‌نامه
کامل علی‌اف ۲۲ اکتبر سال ۱۹۲۱ در شهر ایروان به دنیا آمد. در سال ۱۹۳۶، در رشته دکوراسیون مدرسه هنر باکو پذیرفته شده و به مدت ۳ سال در آنجا تحصیل کرد و با صلاح‌دید و راهنمایی معلمان خود در آزمایشگاه مؤسسه «آذرخالچا» شروع به کار کرد.
پس از اتمام دوره سربازی اش در سال ۱۹۴۶، کامل علی اف، شرکت کننده در جنگ جهانی دوم، به حرفه خود ادامه داد. او مدتی سکان هدایت صندوق هنر کشور را در دست گرفت و بعداً به ریاست کارخانه تولید جواهرات باکو رسید. در آن سالها نه تنها در تولید منسوجاتی مانند توری و پارچه، بلکه در طلا، نقره و سایر مواد به عنوان یک توسعه دهنده ماهر هنری و هنرمند زینتی خود را نشان داد. از دهه ۱۹۵۰، طراحی قالی و فرش‌های پرتره در اولویت فعالیت‌های هنری کامل علی اف قرار گرفت.
کامل علی اف اولین فرش پرتره خود را در سال ۱۹۵۸ و به مناسبت چهارصدمین سالگرد تولد محمد فضولی، شاعر نامور آذربایجانی، در معرض دید عموم گذاشت. این فرش، در نمایشگاه دائمی موزه ملی هنر جمهوری آذربایجان قرار دارد. این هنرمند همچنین فرش‌هایی به یاد عمادالدین نسیمی، نظامی گنجوی، ایندیرا گاندی، مصطفی کمال آتاترک خلق کرده‌است.
آثار کامل علی اف در موزه‌ها و نگارخانه‌های مطرح جهانی در پاریس، لندن، توکیو، دهلی، آنکارا، استانبول، تهران، مسکو، [[کی‌اف و سایر شهرها به نمایش گذاشته شده‌است.
کامل علی اف در روز ۱ مارس سال ۲۰۰۵ در باکو، پایتخت جمهوری آذربایجان، دار فانی را وداع گفت. ۲۶ اکتبر سال ۲۰۰۷، لوح یادبودی در مقابل خانه و خانه‌موزه ای در خانه‌ای که کاملل علی اف در آن زندگی می‌کرده‌است، افتتاح شد.

## جوایز
- عنوان استاد هنرهای کاربردی آذربایجان: ۲۴ مه ۱۹۶۰
- عنوان افتخار هنرمند افتخاری آذربایجان شوروی: ۷ ژوئیه ۱۹۶۷
- عنوان افتخار هنرمند خلق آذربایجان شوروی: ۱ دسامبر ۱۹۸۲[۳]
- نشان استقلال: ۲۷ دسامبر ۱۹۹۹
- نشان افتخار شوروی
- نشان جنگ میهنی
- مدال «شایستگی نبرد»: ۲۲ آوریل ۱۹۴۳
- مدال دفاع از قفقاز: ۲۳ آوریل ۱۹۴۵
- مدال «به خاطر پیروزی مقابل آلمان در جنگ بزرگ میهنی ۱۹۴۱–۱۹۴۵»
- مدال یادبود "سی سال پیروزی در جنگ بزرگ میهنی ۱۹۴۱–۱۹۴۵"
- مدال یادبود "چهل سال پیروزی در جنگ بزرگ میهنی ۱۹۴۱–۱۹۴۵"
- مدال به مناسبت یکصدمین سالگرد تولد ولادیمیر ایلیچ لنین